# Grey Oceans
Grey Oceans est le quatrième album de CocoRosie sorti le 3 mai 2010 sur le label Sub Pop.

## Liste des titres
1. Trinity's Crying - 4:40
2. Smokey Taboo - 4:47
3. Hopscotch - 3:08
4. Undertaker - 3:51
5. Grey Oceans - 4:32
6. R.I.P. Burn Face - 4:38
7. The Moon Asked The Crow - 3:50
8. Lemonade - 5:13
9. Gallows - 4:25
10. Fairy Paradise - 4:20
11. Here I Come - 3:27